# مارك براشاو
مارك براشاو (بالإنجليزية: Mark Bradshaw)‏ هو مدرب كرة قدم ولاعب كرة قدم بريطاني، ولد في 7 سبتمبر 1969 في أشتون أندر لاين ‏ في المملكة المتحدة. شارك مع منتخب إنجلترا لكرة القدم C ‏. أما مع النوادي، فقد لعب مع ماكليسفيلد تاون ونادي بلاكبول ونادي هاليفاكس تاون ونادي يورك سيتي.

## وصلات خارجية
- مارك براشاو على موقع قاعدة بيانات كرة القدم.إي يو (الإنجليزية)
- مارك براشاو على موقع Soccerbase.com (لاعب) (الإنجليزية)